# Annika Koch
Annika Koch (3 de febrero de 1999) es una deportista alemana que compite en triatlón.
Ganó dos medallas de oro en el Campeonato Mundial de Triatlón por Relevos Mixtos, en los años 2023 y 2024, y una medalla de plata en el Campeonato Europeo de Triatlón de 2021.

## Palmarés internacional
| Campeonato Mundial por Relevos Mixtos | Campeonato Mundial por Relevos Mixtos | Campeonato Mundial por Relevos Mixtos | Campeonato Mundial por Relevos Mixtos |
| Año                                   | Lugar                                 | Medalla                               | Prueba                                |
| ------------------------------------- | ------------------------------------- | ------------------------------------- | ------------------------------------- |
| 2023                                  | Hamburgo (Alemania)                   | Medalla de oro                        | Relevo mixto                          |
| 2024                                  | Hamburgo (Alemania)                   | Medalla de oro                        | Relevo mixto                          |
| Campeonato Europeo                    |                                       |                                       |                                       |
| Año                                   | Lugar                                 | Medalla                               | Prueba                                |
| 2021                                  | Valencia (España)                     | Medalla de plata                      | Individual                            |